# Terència (esposa de Ciceró)
Terència (en llatí Terentia) va ser la dona de Marc Tul·li Ciceró, l'orador.
El seu llinatge és desconegut, però la seva mare es degué casar dues vegades perquè Terència tenia una germana de nom Fàbia que va ser verge vestal. Fàbia va ser acusada de tenir relacions sexuals amb Catilina a qui van portar a judici per aquests fets l'any 73 aC, però va ser absolt.
El casament amb Ciceró es podria datar entre el 80 aC i el 79 aC, ja que la filla, Túl·lia, es va casar l'any 63 aC. Terència era una dona de gran resolució i fermesa i va ser una gran ajuda pel seu marit en alguns moments, especialment quan va ser desterrat l'any 58 aC, esforçant-se per tranquil·litzar al seu marit i mantenint en nom seu estreta relació amb els seus amics d'Itàlia. Tot i així va passar alguna cosa durant l'exili perquè quan Ciceró va tornar a Itàlia va escriure a Àtic elogiant el suport dels seus germans i de la seva filla i ja no parlava de la seva dona.
Durant la Segona guerra civil Ciceró, que era a Grècia amb Pompeu, es queixava amargament de què Terència no li enviava diners, ni a ell ni a la seva filla Túl·lia, però sembla que havia deixat els seus assumptes econòmics molt confosos, i Terència va fer el que va poder. No obstant, Ciceró va donar la culpa dels seus patiments a la seva esposa, i ho atribuïa a que era malgastadora i extravagant. Després de la derrota pompeiana a Farsàlia l'any 48 aC, Ciceró va tornar a Brundusium (47 aC), sense perspectives i tement que Juli Cèsar no el perdonaria. Terència li va escriure proposant-li de reunir-se allí, però Ciceró li va contestar que no, dient que el viatge era llarg i les carreteres eren perilloses, i a més ell no les podia utilitzar.
L'any 46 aC Ciceró es va divorciar de Terència i poc després es va casar amb Publília, una noia jove i molt rica, el patrimoni de la qual li feia falta per superar la seva crisi financera. El casament va ser un escàndol a Roma i se'l va acusar de divorciar-se per casar-se amb una noia jove, però és clar que no fou aquesta la raó. Tanmateix Ciceró va tenir problemes per retornar la dot a Terència, i segurament no va poder fer-ho totalment o almenys ella no l'havia cobrat l'any 44 aC.
En aquest temps Terència tenia més de 50 anys i no és probable que es casés novament. Però Jeroni d'Estridó diu que Terència es va casar amb Sal·lusti l'historiador i encara més tard amb Messala Corví, però aquestos matrimonis no els menciona Plutarc ni cap altre autor i probablement no són autèntics. Dió Cassi diu que Vibi Ruf es va casar en temps de Tiberi "amb la vídua de Ciceró" però lògicament ha d'estar parlant de Publília i no de Terència, que en temps de Tiberi hauria tingut més de 100 anys.